# Lia Nici
Lia Nici-Townend, (née le 1er août 1969) est une femme politique britannique du Parti conservateur. Elle est députée de Great Grimsby de 2019 à 2024.
Elle est auparavant chargée de cours en études médiatiques à l'Institut Grimsby et productrice exécutive d'Estuary TV de 2013 à 2018.

## Jeunesse et carrière
Nici est enseignante dans un institut de formation permanente pendant 20 ans, noyamment dans le département d'études des médias de ce qui est aujourd'hui le Grimsby Institute, un collège d'enseignement supérieur. Elle dirige East Coast Media à l'institut à partir de 2004.
Elle est productrice exécutive d'Estuary TV, une société d'intérêt communautaire basée à Grimsby, de 2013 jusqu'à la dissolution de la société. À la suite de sa dissolution, elle reste PDG de « Estuary TV » (maintenant un département de l'institut). Nici s'est inscrite comme travailleuse autonome depuis septembre 2018.

## Carrière politique
Après avoir échoué à être sélectionnée à Grimsby et Scunthorpe Nici se présente comme candidate du parti conservateur pour le siège travailliste sûr de Kingston upon Hull North en 2017, perdant face à la députée travailliste Diana Johnson par 14 322 voix.
En mai 2018, elle est élue conseillère du district de Scartho du North East Lincolnshire Council. En août 2019, Nici est sélectionnée pour Great Grimsby pour les élections générales anticipées de 2019. Elle remporte le siège avec 54,9 % des voix et une marge de 7 331 voix sur le parti travailliste, qui occupait le siège depuis 74 ans, battant la députée travailliste Melanie Onn.
Nici vote pour rester dans l'Union européenne en 2016. Elle devient ensuite partisane de la sortie de l'UE et soutient l'approche de son parti concernant le processus de sortie.
En mars 2020, elle devient membre du Backbench Business Committee à la Chambre des communes .
En mai 2020, Nici soutient le refus du Premier ministre Boris Johnson de prendre des mesures contre son conseiller en chef Dominic Cummings après que ce dernier ait enfreint les règles de verrouillage du COVID-19, affirmant seulement qu'il était possible « qu'il ait commis une infraction mineure », et devrait se sont excusés.
En octobre 2020, Nici est nommée secrétaire privée parlementaire au département du numérique, de la culture, des médias et des sports.